# Остапенко, Василий Макарович
Василий Макарович Остапенко (2 июня 1937, Созоновка, Одесская область — 18 апреля 2012, Кировоград) — советский и украинский художник, театральный деятель, заслуженный работник культуры УССР, член Национального союза художников Украины, член Национального союза театральных деятелей Украины, член Всемирной организации деятелей театра кукол.

## Биография
Родился 2 июня 1937 года в селе Созоновка (ныне Кировоградского района).
В 1963 году окончил Одесское государственное театральное художественно-техническое училище. Работал художником-постановщиком Ставропольской краевой студии телевидения, затем Кировоградской областной студии телевидения. В марте 1970 года стал главным художником Кировоградского областного театра кукол. Работал художником-постановщиком в Кировоградском музыкально-драматическом театре, в народных драматических театрах Бобринца, Компанеевки, Александровки, Малой Виски, в Ростовском, Запорожском, Черновицком, Криворожском и Николаевском театрах кукол. Творческой манере свойственны черты народности и современности.
Поставил более 150 спектаклей классического и современного репертуара украинских и зарубежных авторов в театрах Украины и России. Участник выставок театрального искусства в Киеве, Москве, Праге, Ташкенте, Тбилиси. Произведения находятся в фондах Украинского музея театрального искусства, Центрального музея Ушма, Кировоградского краеведческого музея, Национального музея Чехии. Дипломант областных, республиканских и зарубежных театральных фестивалей.
В декабре 2010 года стал лауреатом областной премии в сфере изобразительного искусства и искусствоведения имени Александра Осмёркина в номинации «Национальная традиция». В сентябре 2011 года принял участие в первой Всеукраинской выставке «Сценография театра кукол», организованной Международным союзом деятелей театров кукол УНИМА.
Умер 18 апреля 2012 года в Кировограде после непродолжительной болезни. Церемония прощания состоялась 20 апреля в помещении Кировоградского академического областного театра кукол.

## Награды
- Заслуженный работник культуры УССР (1984);
- Премия Министерства культуры СССР (1974).